# 糯扎渡水电站
糯扎渡水电站是中华人民共和国澜沧江上的一座大型水电站，位于云南省普洱市境内，距普洱市市区55公里。电站是澜沧江中下游河段梯级规划“二库八级”中的第五级，和西电东送及“云电外送”战略的基础项目。电站总装机容量为585万千瓦，最后一台机组于2014年6月26日投产。建成时是中国第四大、云南省境内最大的电站，同时也是澜沧江流域装机和库容最大的电站。

## 工程设计特点

### 地质条件
糯扎渡坝址位于云南省普洱市思茅区与澜沧县交界处，澜沧江干流勘界河口至糯扎沟口处，区域河段总长约2.5公里，走向顺直。两岸谷坡较陡，断面为不对称的“V”字形，左岸坡度约45度，右岸坡度约40度。两岸坝基大多置于花岗岩体上，坝基岩体存在复杂风化情况，并有深度超过100米的强风化带。河床冲积层厚度8至30米。坝区地下水以基岩裂隙水为主，构造破碎带地段透水性较大。工程枢纽区地震烈度为Ⅷ度。

### 大坝

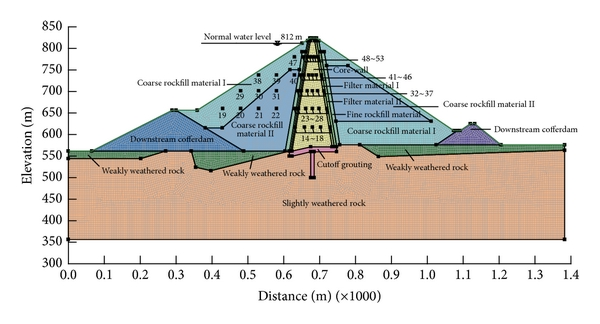
糯扎渡大坝剖面设计示意图

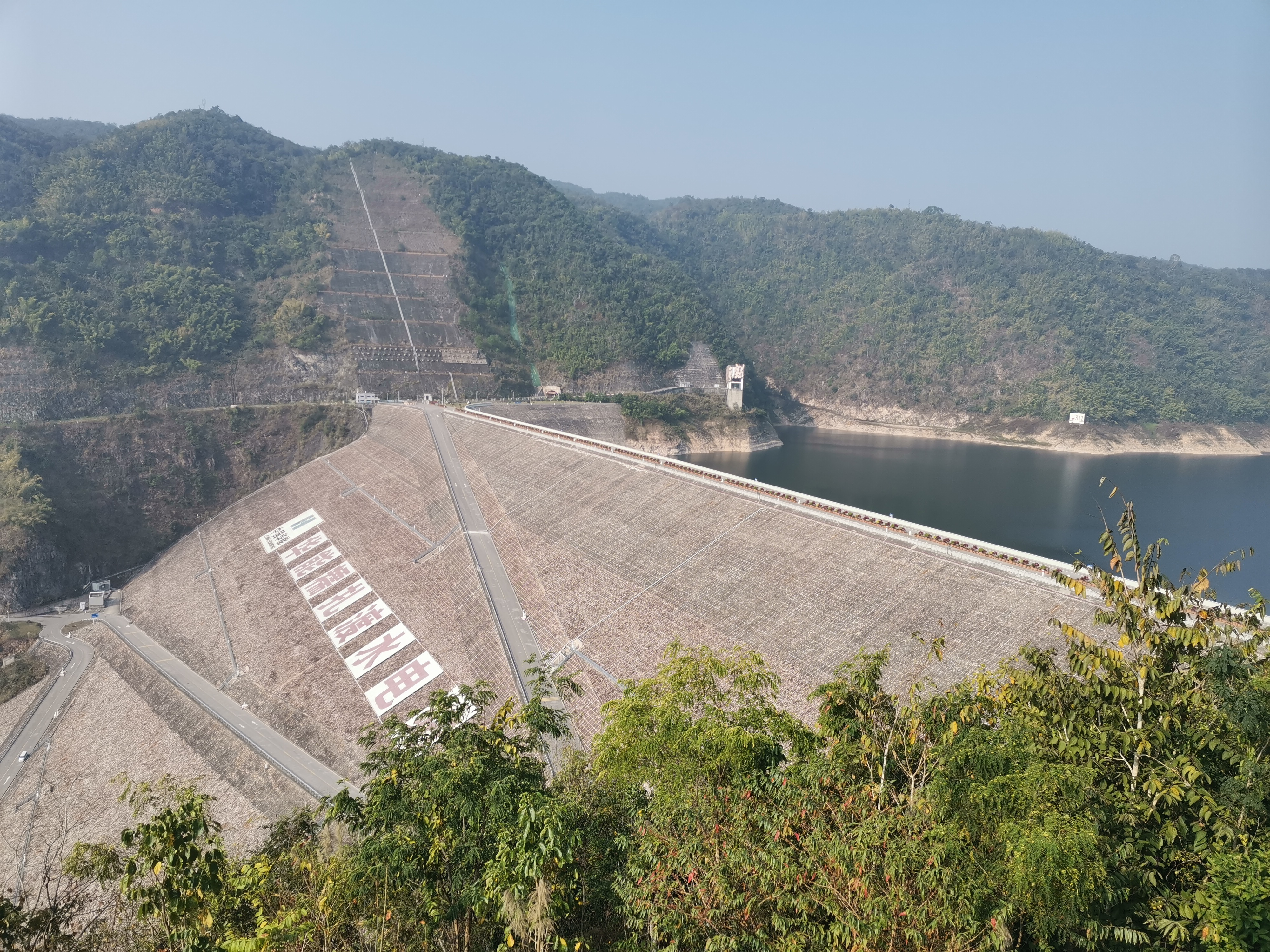
从左岸山顶俯瞰糯扎渡大坝

糯扎渡坝体剖面为直立心墙堆石坝形式，中央为砾质土直心墙，两侧布置反滤层，反滤层以外为堆石体坝壳。坝顶高程821.5米，顶宽18米。心墙基础最低建基面高程为560米，最大坝高261.5米。上、下游坝坡坡度分别为1:1.9、1:1.8。防渗心墙顶宽为10米，上、下游坡度均为1:0.2；心墙顶部高程820.5米，最低建基面高程560米。心墙上下游均设置两层反滤以保护心墙土料。上、下游堆石坝壳没计满足坝坡稳定安全，尽量利用各枢纽建筑物的开挖石料，并根据坝体不同部位的要求分区，将好料用于关键部位。坝顶、坝壳外部及下游坝壳底部设为堆石料Ⅰ区，采用高强度、透水性好的优质堆石料，坝壳内部设置为堆石料Ⅱ区，石料指标降低以充分利用开挖料。

### 引水发电系统
糯扎渡水电站的引水发电系统布置在大坝左岸，溢洪道和大坝之间，采用地下厂房。主要洞室山体覆盖厚度约为180至220米，埋深大于265米。引水系统包括引渠、进水口、压力管道等建筑物。地下厂房包括主、副厂房、主变室等，设置9台单机单管引水机组。尾水建筑物包括尾闸室、尾水调压室、尾水隧洞、尾水检修闸及尾水渠等。此外，地下厂房洞室群还包括进厂交通、通排风等辅助洞室。整个厂区洞室纵横交错，规模宏大。厂顶821.5高程平台处布置地面GIS楼及开关站。

### 溢洪道
糯扎渡水电站溢洪道位于坝址左岸，由进水渠段、闸室控制段、泄槽段、挑流鼻坎段及出口消力塘段组成。溢洪道最大泄量31318立方米每秒，泄洪水头182米，泄洪功率55860MW，建成时为世界最大规模的溢洪道。泄槽最大流速达52米每秒。

## 科技创新
糯扎渡电站设计施工过程中系统提出了高心墙堆石坝人工碎石掺砾土料筑坝成套技术，发展了高心墙坝静、动力学分析模型，首次在大坝上游区采用含软岩的石料设置堆石料Ⅱ区，最大限度地利用了工程开挖料，减少石料开挖并节约了施工用地。研发并实施了9度高地震烈度区的综合抗震措施。
糯扎渡水电站首次成功研发并应用了“数字大坝”系统，实现了对坝体填筑料来源、质量、施工工艺和方法的实时、在线监控，实现了信息化、精确化和高效化管理，确保施工质量优良。此项成果已经在雅砻江官地、金沙江龙开口、金沙江鲁地拉、大渡河长河坝水电站及缅甸伊洛瓦底江流域梯级水电站开发中得以应用。
溢洪道设计中提出了消力塘“护岸不护底”的新型结构形式，得以降低施工难度和施工量，并且减小了消力塘底板冲损风险，提高了运行安全性。
糯扎渡水电站创新性的采用了叠粱门分层取水技术。通过设置四层取水叠梁门，使下泄水温接近天然水温，减小对水生生物的影响。
2020年9月6日，糯扎渡电厂正式实施无人值班，从数字大坝进入到“智慧电厂”时期。

## 生态环保
糯扎渡水电站工程规模巨大，涉及范围广。库区涉及三个省级自然保护区，有宽叶苏铁等11种国家级重点保护植物、大灵猫等11种国家级重点保护陆生动物，以及3种国家级重点保护水生野生动物，以及多种省级保护野生动物及澜沧江中下游特有鱼类等。电站设计和施工单位针对水土保持、生态系统、水库水温等环境要素采取了多种生态环保措施，取得了明显的环境效益。
糯扎渡水库属多年调节水库，建成蓄水后，水库水温将出现稳定分层现象，引水发电下泄水温度偏低将可能导致鱼类产卵期迟。糯扎渡水电站创新性的采用了叠粱门分层取水技术。通过设置四层取水叠梁门，使下泄水温接近天然水温，减小对水生生物的影响。
糯扎渡水电站工程中，同步建设了“两站一园”，即珍稀鱼类人工增殖放流站、珍稀动物救护站和珍稀植物园。珍稀鱼类增殖放流站开展鱼类驯养、孵化、培育、标志放流以及捕捞翻坝等工作。珍稀动物救护站在水库淹没区清库和水库蓄水过程中搜救病、残及非法捕猎的野生动物。珍稀植物园将对水库淹没区及工程施工占地区的珍稀植物进行挖取、移栽、管理和保护培育。

## 所获奖项
糯扎渡水电站獲得以下獎項：
- 2017年度国际大坝委员会第四届国际里程碑工程奖；
- “超高心墙堆石坝关键技术及应用”、“高坝泄洪消能防护和雾化安全技术与应用”、“重大水利水电工程施工实时控制关键技术及其工程应用”、“高原高山峡谷区大型梯级开发的环境效应及生态安全调控”、“水利水电工程地质建模与分析关键技术及工程应用”、“大型水利水电工程可视化仿真技术及其工程应用”分别获得2014年度、2012年度、2011年度、2010年度、2007年度、2005年度国家科学技术进步奖二等奖；
- “超高心墙堆石坝关键技术研究及工程应用”、“大型水电站进水口分层取水研究”、“高心墙堆石坝施工质量实时监控关键技术及工程应用”、“糯扎渡水电站导截流工程关键技术研究及应用”分别获得2012年度、2011年度、2010年度、2009年度云南省科技进步奖一等奖；
- “高坝消力塘防护结构及安全监测预警系统研究”获得2007年度天津市科技进步一等奖；
- “大型水电站压力管道和蜗壳结构设计理论研究与工程应用”获得2007年度湖北省科技进步一等奖；
- “水利水电工程大型堆积体特性及失稳防控研究”获得2013年度中国水力发电工程学会水力发电科学技术特等奖；
- “大型水电工程岩石高边坡工程安全理论研究与工程应用”获得2010年度大禹水利科学技术奖奖励委员会大禹水利科学技术一等奖；
- 2017年度中华人民共和国水利部国家水土保持生态文明工程；
- 2012～2015年云南省住房和城乡建设厅优秀工程设计奖一等奖；
- 2018年第十五届中国土木工程詹天佑奖；[14]
- “特高砾石土心墙堆石坝白蚁综合防治技术”获云南省2021年科学技术进步奖三等奖。[15]